# Six Pack
Six Pack je srpski punk rock sastav iz Smederevske Palanke.

## Povijest sastava
Sastav je osnovan u listopadu 1994. Svoj prvi studijski album Pretnja ili molitva objavljuju 1995., te iste godine kreću na turneju po Grčkoj. Idući album Fabrička greška objavljuju 1996., koji je zbog velikog uspjeha doživio dva reizdanja. Treći studijski album, Minut čutanja, objavljuju četiri godine kasnije. Godine 2004., objavljuju album Musique, a 2007. Discover, na kojem se nalaze obrade omiljenih pjesama članova sastava, uglavnom iz 1980-ih. Najnoviji album Epicentar objavili su 2011. te su ga stavili na besplatan download s njihove službene stranice.
Prepoznatljivi su po izuzetno energičnom načinu izražavanja, te nastupima uživo.

## Diskografija

### Studijski albumi
- 1995. - Pretnja ili molitva?
- 1996. - Fabrička greška
- 2000. - Minut čutanja
- 2004. - Musique
- 2007. - Discover
- 2011. - Epicentar

## Članovi sastava
- Miki - vokal, gitara
- Bogda - prateći vokal
- Miloš - bubnjevi
- Đole - bas-gitara
- Branko - gitara

## Vanjske poveznice
- Službena MySpace stranica